# José Luis Alcaine

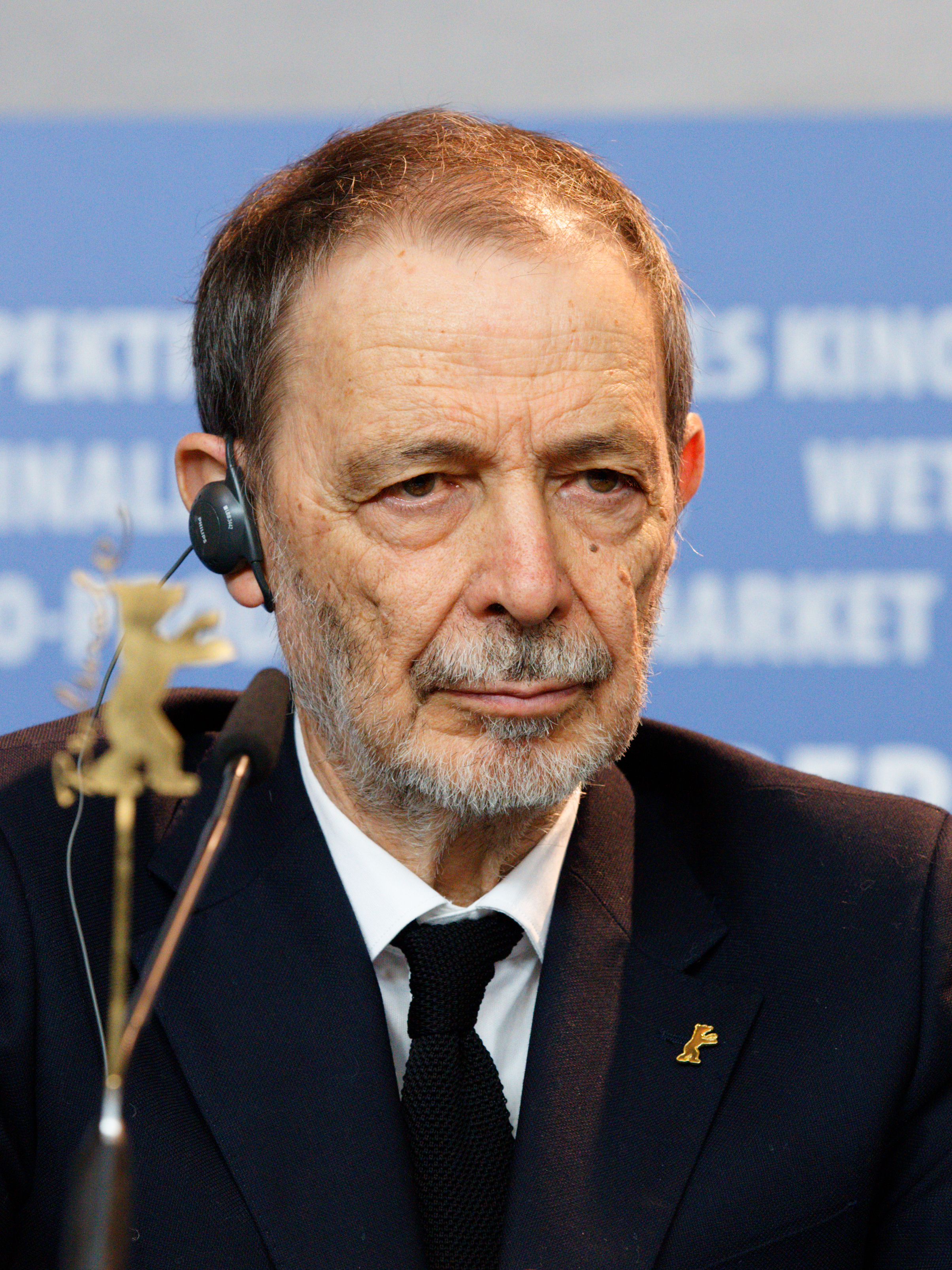
José Luis Alcaine bei der Berlinale 2017

José Luis Alcaine (* 26. Dezember 1938 in Tanger, Marokko) ist ein spanischer Kameramann.

## Leben
Seit Mitte der 1960er Jahre hat Alcaine an mehr als 140 Produktionen mitgewirkt. Vornehmlich ist er für spanische Filmproduktionen tätig. Seit Ende der 1980er Jahre arbeitet er häufig mit Pedro Almodóvar zusammen.
Alcaine, der als erster Kameramann in den 1970er Jahren Leuchtstoffröhren als Lichtquellen benutzte, wurde 2006 mit dem Europäischen Filmpreis für die beste Kamera ausgezeichnet. Fünfmal gewann er in der Kategorie Beste Kamera den Goya, zwölfmal war er für diesen Preis nominiert.
2017 wurde er in die Academy of Motion Picture Arts and Sciences (AMPAS) aufgenommen, die jährlich die Oscars vergibt.

## Filmografie (Auswahl)
- 1976: Ein Kind zu töten… (¿Quién puede matar a un niño?)
- 1978: Bleib wie du bist (Così come sei)
- 1984: Rhapsodie in Blei (Rustlers' Rhapsody)
- 1986: Die Hälfte des Himmels (La mitad del cielo)
- 1987: Blaubart und seine Kinder
- 1988: Frauen am Rande des Nervenzusammenbruchs (Mujeres al borde de un ataque de nervios)
- 1989: Malaventura
- 1990: Fessle mich! (¡Átame!)
- 1991: Ay Carmela! – Lied der Freiheit (¡Ay, Carmela!)
- 1990: Twisted Obsession (El sueño del mono loco)
- 1992: Belle Epoque (Belle epoque)
- 1992: Jamon Jamon (Jamón, jamón)
- 1993: Macho (Huevos de oro)
- 1994: El pájaro de la felicidad
- 1995: Two Much – Eine Blondine zuviel (Two Much)
- 1995: Im Sog der Leidenschaft (La pasión turca)
- 1996: Libertarias (Freedom Fighters)
- 1998: Eve und der letzte Gentleman (Blast from the Past)
- 1997: Tranvía a la Malvarrosa
- 1998: My West (Il mio West)
- 1998: En brazos de la mujer madura
- 2002: Der Obrist und die Tänzerin (Pasos de baile)
- 2003: El caballero Don Quijote
- 2004: La mala educación – Schlechte Erziehung (La mala educación)
- 2004: Roma
- 2005: Al sur de Granada
- 2006: Volver – Zurückkehren (Volver)
- 2006: Blame – Die Wiege des Todes (Películas para no dormir: La culpa)
- 2008: Las 13 rosas
- 2009: My Big Fat Greek Summer (My Life in Ruins)
- 2011: Die Haut, in der ich wohne (La piel que habito)
- 2012: Passion
- 2013: Fliegende Liebende (Los amantes pasajeros)
- 2016: The Queen of Spain (La reina de España)
- 2018: Offenes Geheimnis (Todos lo saben)
- 2019: Leid und Herrlichkeit (Dolor y gloria)
- 2019: Domino – A Story of Revenge (Domino)
- 2020: The Human Voice (Kurzfilm)
- 2021: Parallele Mütter (Madres paralelas)
- 2023: Strange Way of Life

## Auszeichnungen (Auswahl)
Goya – Beste Kamera
- 1987: Nominierung für Die Hälfte des Himmels
- 1989: Nominierung für Frauen am Rande des Nervenzusammenbruchs
- 1989: Nominierung für Malaventura
- 1990: Auszeichnung für Twisted Obsession
- 1991: Nominierung für Ay Carmela! – Lied der Freiheit
- 1991: Nominierung für Fessle mich!
- 1993: Auszeichnung für Belle Epoque
- 1994: Auszeichnung für El pájaro de la felicidad
- 1995: Nominierung für Im Sog der Leidenschaft
- 1997: Nominierung für Tranvía a la Malvarrosa
- 1998: Nominierung für En brazos de la mujer madura
- 2003: Auszeichnung für El caballero Don Quijote
- 2004: Nominierung für Al sur de Granada
- 2005: Nominierung für Roma
- 2006: Nominierung für Otros días vendrán
- 2007: Nominierung für Volver – Zurückkehren
- 2008: Auszeichnung für Las 13 rosas
- 2012: Nominierung für Die Haut, in der ich wohne
- 2017: Nominierung für The Queen of Spain
- 2020: Auszeichnung für Leid und Herrlichkeit[2]
- 2022: Nominierung für Parallele Mütter

Europäischer Filmpreis
- 2004: Nominierung in der Kategorie Beste Kamera für La mala educación – Schlechte Erziehung
- 2006: Beste Kamera für Volver – Zurückkehren